# Údolí Klíčavy
Přírodní rezervace Údolí Klíčavy byla vyhlášena roku 2008. Hlavním předmětem ochrany jsou zachovalá společenstva nivních luk, lesních porostů a vlastního toku potoka Klíčavy.
Je zde překryv s chráněnou krajinnou oblastí Křivoklátsko, s ptačí oblastí Křivoklátsko a s evropsky významnou lokalitou Lánská obora.